# Mutuelle nationale territoriale
La Mutuelle nationale territoriale (MNT), anciennement Mutuelle générale du personnel des collectivités locales (MGPCL), est une mutuelle de santé et prévoyance des agents des services publics locaux de la fonction publique territoriale, dont le siège est à Paris, en France.
Elle assure la protection sociale d’1,5 million de personnes en France et est dédiée aux agents des collectivités territoriales ainsi qu'aux employés des services publics locaux relevant du personnel communal (employés de mairies, ramassages des ordures, agents de l'urbanisme des communes, agents administratifs des services de l'action sociale (CCAS), des conseils départementaux, des établissements scolaires publics sauf lycées, agents administratifs des services des impôts).

## Historique
La Mutuelle générale du personnel des collectivités locales (MGPCL) est fondée en avril 1964 à la Maison de la Mutualité par Jean-Georges Binet, secrétaire général de la mairie de Toulon et Eugène Avinée, maire de Loos-lez-Lille, en réponse à la mise en place de la Sécurité sociale au sortir de la Seconde Guerre mondiale, les agents des communes ne peuvent pas gérer leur assurance maladie, à la différence des fonctionnaires d’État,.
En 1975, la MGPCL rejoint la Fédération nationale de la mutualité française (FNMF).
En 1992, la MGPCL devient la Mutuelle nationale territoriale (MNT). Elle se développe alors en fusionnant avec des mutuelles locales (plus de 50 fusions depuis sa création).
En janvier 2016, la MNT et Smacl assurances s'unissent en formant une union de groupe mutualiste baptisée Territoires d'avenir.
En septembre 2017, Harmonie Mutuelle, la MGEN, la MNT, la MGEFI, Harmonie Fonction Publique et la Mutuelle Mare-Gaillard se regroupent pour former l'union mutualiste de groupe VYV.

## Organisation
La MNT pratique une gouvernance mutualiste : l’ensemble des adhérents élisent des représentants qui participent à l’assemblée générale annuelle, valident les décisions du conseil d’administration et déterminent les orientations de la mutuelle.
Le siège social est situé rue d'Athènes à Paris, depuis 2016. La MNT compte 94 agences.

## Directions

### Présidences
- 1964-1978 : Eugène Avinée
- 1978-1995 : André Le Floch
- 1995-2001 : Robert François
- 2001-2005 : Aimé Bellina
- 2005-2013 : Jean-Pierre Moreau[3],[6]
- 2013-2021 : Alain Gianazza[7]
- Depuis 2021 : Didier Bée

### Directions générales
- Serge Giacometti : 1992 - 2014[8]
- Jérôme Saddier : 2014[8] - 2018[9]
- Laurent Adouard : depuis 2018[9]